# Gerhard-Majella-Kirche
Eine Gerhard-Majella-Kirche ist ein Kirchengebäude, das nach Bruder Gerhard Majella benannt ist, einem italienischen römisch-katholischen Heiligen aus dem 18. Jahrhundert. Solche Kirchen stehen unter anderem in:
Brasilien
- Basilika St. Gerhard Majella, Curvelo

Deutschland
- St. Gerhard (Heilbad Heiligenstadt)

Frankreich
- St-Gérard (Lambersart)

Italien
- San Gerardo Maiella (Rom)

Polen
- Gerhardkirche (Gliwice)